# Trzęsienia ziemi na Bliskim Wschodzie (1759)
Trzęsienia ziemi na Bliskim Wschodzie (1759) – seria trzęsień ziemi o magnitudzie 6,6 i 7,4, które wstrząsnęły Bliskim Wschodem w październiku i listopadzie 1759 roku. Objęło swoim zasięgiem wschodnią część basenu Morza Śródziemnego, powodując dotkliwe zniszczenia na obszarze dzisiejszej Syrii, Libanu i Izraela – wówczas części Imperium Osmańskiego. Wraz z trzęsieniem ziemi w Syrii (1202) było to prawdopodobnie najsilniejsze trzęsienie ziemi w regionie.

## Przyczyny trzęsienia
Trzęsienie ziemi na Bliskim Wschodzie zostało spowodowane naprężeniem powstającym w skorupie ziemi. Doszło do kolizji przemieszczających się płyt litosferycznych: płyty afrykańskiej poruszającej się na południe i płyty arabskiej, poruszającej się na północny wschód.

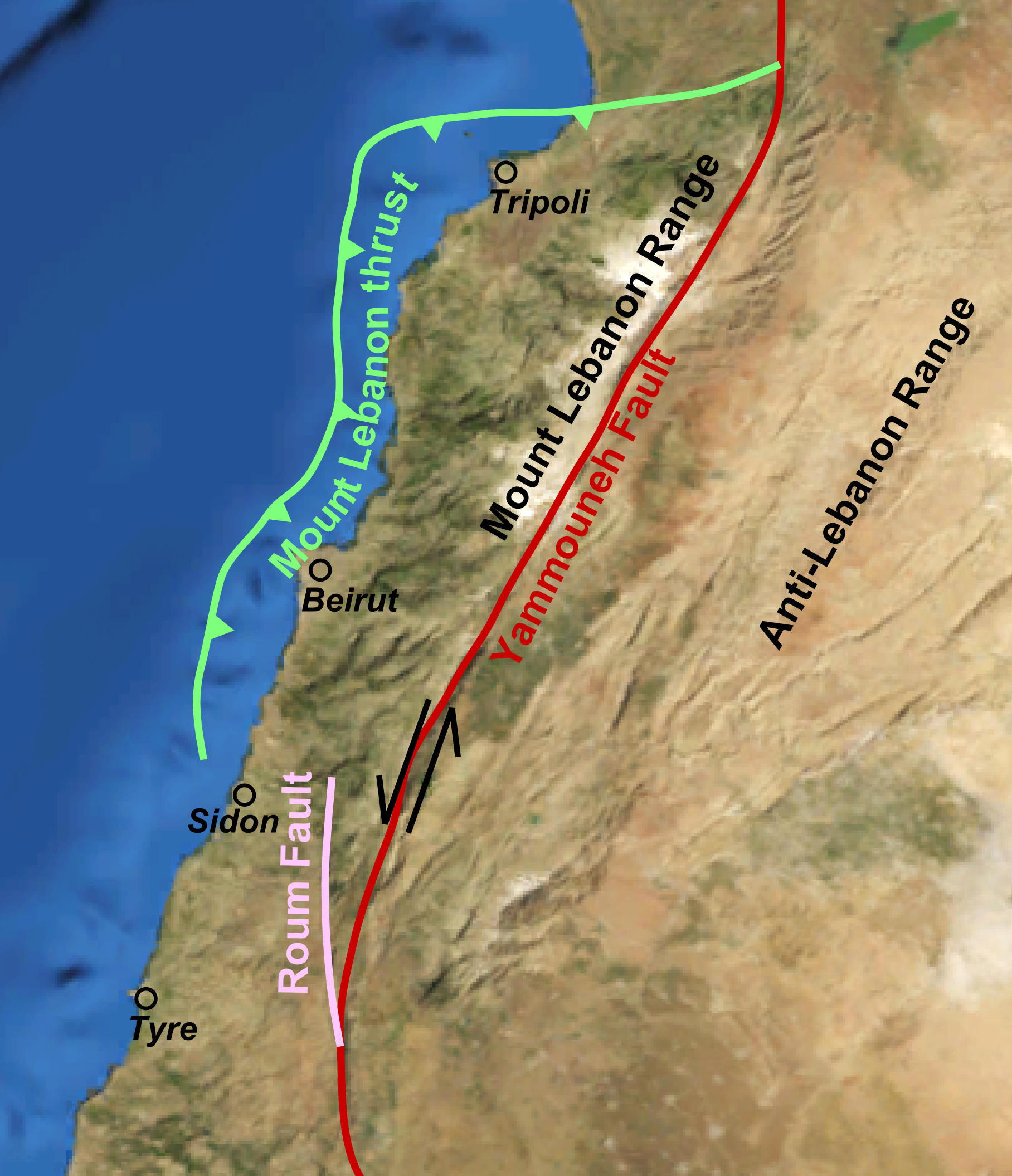
Przebieg rowów tektonicznych w rejonie dzisiejszego Libanu

W rezultacie tych ruchów wzdłuż strefy Wielkich Rowów Afrykańskich powstało pęknięcie. Jego przedłużeniem na Bliskim Wschodzie jest Rów Jordanu, który sięga na północy do Doliny Bekaa i kończy się w górach Taurus. W Rowie Jordanu powstały Morze Martwe i jezioro Tyberiadzkie. Przez ten obszar przebiega jeden uskok tektoniczny. W dnie doliny ryftowej znajduje się lewoskrętny uskok transformacyjny. Gwałtowne rozprężenie naprężeń zgromadzonych w tym uskoku tektonicznym, było najprawdopodobniej przyczyną trzęsienia ziemi w 1759 roku.

## Przebieg wstrząsów

### 30 października 1759
Sekwencja zdarzeń w 1759 roku rozpoczęła się 30 października od dwóch poważnych wstrząsów tektonicznych, których magnitudę oszacowano na 6,6. Epicentrum wstrząsów znajdowało się w rejonie Doliny Hula na północ od jeziora Tyberiadzkiego. Pierwszy wstrząs był najsilniejszy. Nastąpił o godz. 4.00 rano czasu lokalnego, i trwał dłużej niż minutę. Około dziesięciu minut później nastąpił drugi, lżejszy wstrząs, który trwał piętnaście sekund. Trzęsienie ziemi spowodowało duże zniszczenia w Górnej Galilei, dotykając najmocniej miasto Safed. Mniejsze zniszczenia odnotowano w Akce, Tyrze i Sydonie. Liczbą ofiar oszacowano na około 2 tys. zabitych.

### 25 listopada 1759
Wieczorem 25 listopada 1759 roku, około godz. 19.30 czasu lokalnego, nastąpiło dużo mocniejsze trzęsienie ziemi. Jego magnitudę oszacowano na 7,4. Epicentrum wstrząsów znajdowało się w Dolinie Bekaa. Był to jeden duży wstrząs tektoniczny o zmieniającej się sile (nasilający się i słabnący na zmianę), który trwał przez około dwie minuty. Osiem minut później wystąpił drugi niewielki wstrząs, i kolejny w nocy około godz. 21.00 czasu lokalnego. W kolejnych dniach odnotowano wiele wstrząsów wtórnych. Trzęsienie ziemi spowodowało duże zniszczenia w obrębie kilku dzisiejszych państw Bliskiego Wschodu. W Dolinie Bekaa zniszczone zostały wszystkie wioski. Miasto Safed w Górnej Galilei zostało niemal całkowicie zniszczone. W Damaszku zniszczona została jedna trzecia miasta, a tysiące ludzi zginęło. Również Trypolis i inne nadmorskie miasta doznały dużych zniszczeń, a ich mieszkańcy szukali schronienia na polach. Wstrząsy były odczuwalne nawet w Egipcie. Liczbą ofiar oszacowano na około 20 tys. zabitych.